# 薩甘河
薩甘河（Sagan River），又译作萨根河，是埃塞俄比亞南部的季節性河流，發源自查莫湖東面的山區，流向南方後往西在5°13′N 37°1′E / 5.217°N 37.017°E流入韋托河。薩甘河是南方各族州和奧羅米亞州接壤邊界的一部分。